# 印西市立いには野小学校
印西市立いには野小学校（いんざいしりつ いにわのしょうがっこう）は、千葉県印西市若萩三丁目にある公立小学校。

## 概要
（この節の出典）
千葉ニュータウンの一番東側に宅地造成された地区に開校した。
学校の周辺は、緑豊かな自然環境に恵まれている。また、学校・駅・公園・歩道等はバリアフリー化が図られており、街全体が高齢者や身体障害者にやさしいつくりとなっている。校舎は、地域社会とのつながりを考えたつくりとなっている。

## 沿革
（この節の出典）
- 2000年（平成12年）
  - 4月1日 - 印旛村立いには野小学校として開校。初代校長に海老原稔が着任し、職員数11名、児童数57名でスタートした。
  - 4月5日 - 開校式挙行。
  - 4月6日 - 第1回入学式挙行。最初の新入生は20名。
- 2001年（平成13年）
  - 3月3日 - 校歌と校章を制定し、制定記念式典挙行。
  - 3月17日 - 第1回卒業式挙行。最初の卒業生は6名。
- 2009年（平成21年）12月5日 - 創立10周年記念式典挙行し、記念音楽会開催。
- 2010年（平成22年）
  - 2月3日 - 創立10周年記念順天堂大学体操競技部実演会開催。
  - 2月16日 - 創立10周年記念和太鼓教室開催。
  - 3月23日 - 印旛村の印西市への合併により、印西市立いには野小学校と改称。
- 2013年（平成25年）3月26日 - 木彫り校歌設置（卒業記念品）。
- 2019年（平成31年・令和元年）
  - 4月1日 - 宗像小学校を統合。
  - 11月11日 - 創立20周年記念式典挙行し、記念音楽会開催。

## 学区
（この節の出典)
美瀬一丁目、美瀬二丁目、舞姫一丁目、舞姫二丁目、舞姫三丁目、若萩一丁目、若萩二丁目、若萩三丁目、若萩四丁目、岩戸、師戸、鎌苅、大廻、造谷、吉田、つくりや台一丁目及びつくりや台二丁目の全部の区域並びに惣深新田飛地の一部の区域

## 進学
- 印西市立印旛中学校

## アクセス
- 北総鉄道北総線・京成電鉄成田空港線（成田スカイアクセス線）印旛日本医大駅から、徒歩約735m・約13分（駅から校舎までの直線距離は、約580mだが、道路と校門の位置関係で若干遠回りとなる）。